# Cementerio cristiano de Cheras
El Cementerio cristiano de Cheras es el mayor cementerio cristiano en el país asiático de Malasia. El cementerio está situado en Cheras, un suburbio de la ciudad capital malaya de Kuala Lumpur y fue inaugurado en el año 1900. El cementerio tiene una capacidad de 22.000 lotes para sepulturas, los cuales estaban llenos ya en enero de 2012.  Cerca del espacio se encuentra el cementerio de guerra de Cheras.